# Cathédrale Notre-Dame-du-Rosaire de Cafayate
Pour les articles homonymes, voir Cathédrale Notre-Dame-du-Rosaire.
La cathédrale de Cafayate est un monument religieux d'Argentine, siège de la prélature territoriale de Cafayate, suffragante de l'archidiocèse de Salta. Il est situé dans la ville de Cafayate, en province de Salta. 
La construction de l'ouvrage date de l'année 1885. Il s'agissait de trouver un nouvel emplacement pour remplacer l'ancien édifice qui tombait en ruines. 
La cathédrale est composée de cinq nefs. Il n'y a que trois constructions de ce type qui survivent en Amérique du Sud. L'édifice est dédié à Notre-Dame du Rosaire (en espagnol : Nuestra Señora del Rosario).